# Futebol Clube de Famalicão
O Futebol Clube de Famalicão é um clube de futebol português sediado na cidade de Vila Nova de Famalicão. É mais conhecido pela sua equipa de futebol profissional, que joga atualmente na Liga Portugal Betclic, a competição mais importante do futebol português.  
Fundado a 21 de agosto de 1931, é um dos clubes mais representativos da região do Minho, a par do Gil Vicente FC e logo a seguir ao SC Braga e Vitória SC, e conta com 12 presenças no mais alto escalão do futebol português. Os seus jogos de futebol em casa são realizados no Estádio Municipal de Famalicão, inaugurado em 1952, com capacidade para 5 186 ugares.  
O clube destaca-se pelo apoio bairrista dos habitantes de Famalicão que desloca multidões para ver o seu clube da terra jogar e pelas suas raízes tradicionalistas. É um dos clubes portugueses com mais associados, contando com exatos 6 000 sócios ativos em 2025. 
Atualmente conta com a modalidade de Futebol, masculino e feminino, ambas com a equipa sénior na 1ª Divisão Nacional, dispondo de camadas de formação a partir da sua Academia; e ainda com a modalidade de Futsal, masculino, com a equipa sénior na 2ª Divisão Nacional e também com vários escalões de formação. Recentemente, o clube criou ainda uma secção de BTT, que compete em provas locais/regionais. 

## História
Primeiros tempos
A 21 de agosto de 1931 é fundado o Foot-ball Club de Famalicão pelas mãos de José Alves Marinho, Floriano Portela, Hildebrando Portela, Luís Pinto, Joaquim Mesquita Jr. e Vergílio Pinto de Azevedo, com o objetivo de ser o principal embaixador desportivo da, então na altura, vila e do concelho. Verde e branco foram as cores da primeira camisola envergada pelos famalicenses.
A 17 de janeiro de 1932 é inaugurado o primeiro recinto do clube, o Campo da Berberia, numa partida frente ao Futebol Clube do Porto. No entanto, apenas na época seguinte (1932/33) é que a coletividade famalicense inicia a sua participação em competições oficiais, tendo competido no Campeonato da Promoção da Associação de Futebol de Braga.
Participa pela primeira vez no Campeonato Regional de Braga na temporada de 1934/35. No decurso dessa competição, o Famalicão jogará, oficialmente, pela primeira vez, contra o Vitória de Guimarães, logo à 2ª jornada da prova, num desafio que terminaria empatado a 2-2.
Na temporada de 1935/36 o Futebol Clube de Famalicão conquistou o Campeonato Distrital da Promoção e garantiu a subida ao Campeonato Regional de Braga (1ª Divisão da AF Braga), passando a partir desse momento a disputar com os dois grandes do Minho, Vitória SC e SC Braga, o acesso à I Divisão Portuguesa.
Em 1938 o clube adota novos equipamentos, passando a utilizar as cores azul e branco, uma decisão tomada com o objetivo de obter filiação do FC Porto, o que não se viria a concretizar na altura. 

### Reconhecimento nacional
Em 1941 chega à vila minhota o húngaro János Szabó. Professor de ginástica, fica marcado como uma das personagens incontornáveis da história do Famalicão e um dos principais pilares do sucesso do clube. Chega a Famalicão com as funções de jogador e treinador com apenas 27 anos.
Entre as temporadas de 1942 e 1947 o Vitória de Guimarães sagrou-se consecutivamente campeão distrital tendo como principal rival na disputa o Famalicão, que havia suplantado o poderio do Sporting de Braga.
Entretanto, o Famalicão começa também a garantir grande projeção a nível nacional, após vencer o Campeonato Nacional da Segunda Divisão em 1945/46 num registo de 10 vitórias em 10 jogos. No entanto, o caminho para o principal escalão português ainda não estava concluído. Após uma linguilha na qual o Famalicão terminaria em segundo, a decisão é feita numa disputa frente ao Boavista FC que havia terminado a Primeira Divisão em penúltimo lugar. Neste desafio disputado na Póvoa de Varzim o Famalicão saiu vencedor, numa vitória por 3-2. A 30 de junho de 1946 o Famalicão alcança pela primeira vez a Primeira Divisão. Torna-se assim o segundo clube do Minho a alcançar este escalão, após a estreia do Vitória de Guimarães em 1941/42.
Nesse mesmo ano alcança as meias-finais da Taça de Portugal, sendo eliminado pelo então poderoso Sporting Clube de Portugal dos Cinco Violinos. 11-0 foi uma derrota pesada, mas um momento inigualável na história famalicense até 2020, ano em que voltou a atingir as meias-finais da prova rainha do futebol português, 74 anos depois.
É porem efémera, mas prestigiante, a estreia do Famalicão pela Primeira Divisão na época de 1946-47. A equipa muda-se para o Campo do Freião onde 5000 adeptos assistiram a um empate a 1 golo frente ao Vitória de Guimarães ou mesmo uma vitória famalicense frente ao FC Porto por 2-1. O Famalicão termina a temporada com 7 vitórias, 3 empates e 16 derrotas no penúltimo posto da tabela classificativa, sendo relegado de volta para o segundo escalão em nova linguilha, que desta vez ditou derrota famalicense frente ao Lusitano VRSA (3-2).

### Declínio
Com a saída de János Szabó para o Sporting da Covilhã após seis anos no clube, o clube assistiu a um longo período de desaires. Durante as épocas seguintes o Famalicão tudo fez para conseguir o regresso ao principal escalão, todavia esse feito só viria a ser repetido praticamente 30 anos depois. 
Nesse período, onde o Famalicão acabaria ainda por ser relegado para a Terceira Divisão, dá-se a melhoria das instalações desportivas do clube. A 21 de setembro de 1952 é inaugurado o Campo dos Bargos, agora denominado de Estádio Municipal de Famalicão.

### Regresso de Szabó e retoma
Crescia contudo o sentimento bairrista e o apoio ao Famalicão, permitindo ao clube ter uma das melhores situações financeiras entre os clubes da região. Em 1962 regressa János Szabó e o clube regressa à Segunda Divisão Nacional após uma finalíssima frente ao FC Tirsense. Durante 15 anos o Famalicão permanece neste escalão.
Em 1976 a direção efetua uma aposta séria na equipa e finalmente em 1977/78 o clube regressa ao principal escalão nacional após conquistar o título de campeão da Segunda Divisão.
Com o técnico Mário Imbelloni aos comandos da equipa famalicense, a passagem do Famalicão pela Primeira Divisão na temporada de 1978/79 voltou a ser efémera. O Famalicão lutou até à última jornada pela manutenção, mas viria a terminar no 13° lugar da classificação, entre 16 equipas, descendo de divisão com os mesmos pontos do 12°, o Beira-Mar, que acabou por cima devido ao critério de desempate do confronto direto.
É no segundo escalão que o clube haveria de continuar durante mais outra década.

### Regresso à Primeira Divisão e escândalo
Em 1987/88, comandado pela ex-glória do FC Porto, Rodolfo Reis, o Famalicão vence a Zona Norte e sagra-se novamente campeão da Segunda Divisão numa fase final disputada com o Académico de Viseu e o Estrela da Amadora.
Porém, já com duas jornadas disputadas na Primeira Divisão (derrota na Choupana frente ao Nacional por 2-0 e vitória caseira frente ao Académico de Viseu por 1-0) o Famalicão foi punido disciplinarmente pela Federação Portuguesa de Futebol. Perdeu o título de campeão da Segunda Divisão e foi relegado para a Terceira Divisão.
Em causa estaria um encontro decisivo da fase de subida ao principal escalão entre o Famalicão e o Macedo de Cavaleiros. Encontro que o Famalicão acabaria por vencer na secretaria, após uma invasão de campo. A vitória foi decisiva na subida do Famalicão, mas a AD Fafe alegou que a invasão haveria sido encenada a troco de dinheiro. O caso acabou por ser confirmado pelo próprio presidente do Macedo de Cavaleiros que acabaria por acompanhar o Famalicão na descida ao terceiro escalão enquanto a formação Fafense via a sua estreia, e até hoje única participação, no principal escalão do futebol português.
Com uma equipa preparada para a Primeira Divisão, o Famalicão disputou o terceiro escalão do futebol português durante a temporada de 1988-89. Naturalmente, venceu a sua série e subiu novamente à Segunda Divisão, que disputou na época de 1989/90.
O escândalo de corrupção não acabaria aqui e em Junho de 1990 o presidente do Macedo de Cavaleiros voltou a surgir em público a garantir que, afinal, nunca tinha havido suborno e que tudo não passara de uma vingança pessoal contra o presidente do Famalicão. O caso foi novamente julgado, desta vez favoravelmente ao Famalicão, que voltou à Primeira Liga em 1990/91, obrigando os dirigentes a alargar o campeonato para 20 equipas, e viu o título de campeão da Segunda Divisão devolvido. 

### Época de ouro
O início da década de 90 será, seguramente, os anos dourados da história do Famalicão. Foram quatro presenças consecutivas na Primeira Liga. Embora sofridamente conseguidas as manutenções, é um facto, é muito relevante a prestação da equipa famalicense. Na primeira temporada, destaque para o papel do treinador brasileiro Abel Braga e a forte defensiva famalicense, a 5ª melhor da prova, composta por jogadores de grande envergadura e calibre como Tanta, Ben-Hur e Lula e a qualidade técnica do médio Cacioli. 
Na época seguinte o Famalicão ambiciona outros voos com a contratação do prestigiado técnico Josip Skoblar, no entanto sem sucesso, acabando por ser determinante a entrada do Professor Neca para o comando técnico, recuperando uma equipa moribunda e condenada a descer de divisão. Consegue terminar o campeonato 1 ponto acima da linha de descida.
A terceira temporada trouxe a melhor participação nestes quatro anos. O Famalicão conseguiu aquele que é o seu recorde de invencibilidade na competição até hoje - 12 jogos consecutivos sem perder, com 4 vitórias e 8 empates - ganhou frente ao FC Porto nas Antas (0-1), uma tarefa quase impensável para qualquer equipa na altura, e venceu também o Benfica em casa (1-0). Sonhou durante grande parte do campeonato com a Europa, ao passar várias jornadas no 6° lugar da prova, mas uma quebra nas derradeiras jornadas atirou a equipa para o 14° lugar da classificação final, com apenas 2 pontos de vantagem para a primeira equipa despromovida.

### Descida e fase negra
Após quatro épocas no limiar da manutenção, o Famalicão termina 1993/94 em 17º lugar e é relegado à Segunda Liga, fruto de problemas económicos e diretivos que haveriam de acompanhar o clube durante anos.
Em 1996/97 o Famalicão é novamente relegado, para o terceiro escalão (Segunda Divisão) e após duas tentativas falhadas de regresso à Segunda Liga nas épocas de 1999/00 e 2000/01, a situação económica do clube agrava-se, traduzindo-se num claro desinvestimento na equipa principal, sendo novamente relegado à Terceira Divisão em 2002.
Por estes escalões haveria de caminhar o Famalicão, incluindo uma curta passagem pelo campeonato distrital em 2008/09, fruto de direções instáveis e do declínio financeiro em que se encontrava o clube.

### Ponto de viragem
A entrada de uma direção estável em 2009 e o forte apoio da massa associativa culminaram em sucessivas subidas de divisão. Em 2011 finalmente alcançou o regresso à Segunda Divisão "B". Em 2014, num feito notável, o Famalicão regressa aos campeonatos profissionais, após a conquista do primeiro lugar na fase de subida do Campeonato Nacional de Seniores. Na final decisiva do título de campeão, o CD Mafra acabaria por levar a melhor na marca de grandes penalidades após um empate a 1 no prolongamento.
No regresso à Segunda Liga o Famalicão destaca-se no número de assistência no seu estádio, chegando mesmo a ultrapassar vários clubes da Primeira Liga. Seguem-se 3 temporadas no segundo escalão com prestações razoáveis a assegurar a manutenção da turma famalicense, com destaque para o 6° lugar logo na primeira aparição em 2015/16.

### Investimento e regresso à Primeira Liga
No início da época de 2018/19, 51% do capital da Sociedade Anónima Desportiva (SAD) foi adquirida pela Quantum Pacific Group, uma empresa que detém também 33% do capital do Atlético Madrid. Este projeto é ambicioso e tem um plano bem delineado: colocar o Famalicão na lista dos melhores clubes portugueses.
O investimento é forte e os frutos são colhidos rapidamente. A 28 de abril de 2019 alcançou o tão desejado regresso ao principal escalão do futebol português, a Primeira Liga, após 25 anos em escalões inferiores. Termina a temporada destacadamente na segunda posição atrás do FC Paços de Ferreira, alcançando a subida a 3 jornadas do término da temporada.
A 11 de Setembro de 2019 o principal investidor do FC Famalicão aumentou a sua participação na SAD. A Quantum Pacific Group passou de 51% para 85% do capital social da SAD. Os restantes 15% continuam na posse do Futebol Clube de Famalicão.
Na temporada 2019/20, o Famalicão consegue a posição de primeiro classificado da 4ª à 7ª jornadas na primeira volta da liga, transformando-se assim numa equipa "sensação", porém acabando a temporada no 6° lugar, sendo esta a melhor campanha do Famalicão na primeira divisão portuguesa. Chegou também às meias finais da Taça de Portugal, apenas pela 2ª vez na sua história, tendo disputado a eliminatória frente ao campeão nacional Benfica até ao último segundo, com um agregado final de 4-3 para os lisboetas (3-2 no Estádio da Luz, jogo decidido no último lance do jogo, e 1-1 no Municipal de Famalicão)
As 4 épocas seguintes trouxeram um Famalicão consolidado no futebol português, com presenças na primeira metade da tabela em todas elas (9° em 2020/21, 8° em 2021/22, 2022/23 e 2023/24). 2023/24 destaca-se das restantes, já que significou a segunda maior pontuação de sempre do clube no principal escalão do futebol português (44 pontos), apenas superada pela grande época de 2019-20. O clube alcançou também as meias finais da Taça de Portugal pela 3ª vez na sua história, replicando o feito conseguido em 1945/46 e em 2019/20. Deu novamente muita luta a um dos 3 grandes, o FC Porto, e apenas caiu no último minuto do prolongamento. Depois da vitória portista em Vila Nova de Famalicão (1-2), o 'Fama' devolveu o resultado no Dragão com uma exibição fantástica, forçando um inesperado prolongamento que acabou de forma trágica para os famalicenses, com 2 golos de rajada já para lá dos 120 minutos, fixando o resultado final em 3-2 (5-3 na eliminatória) quando tudo apontava para que o 'Vila Nova' pudesse sonhar com um presença na final no desempate por grandes penalidades.
Em 2024/25 o FC Famalicão volta a estar presente na Primeira Liga, naquela que é a sua 12ª participação na prova, a 6ª consecutiva.

## Símbolos do clube

### Emblema

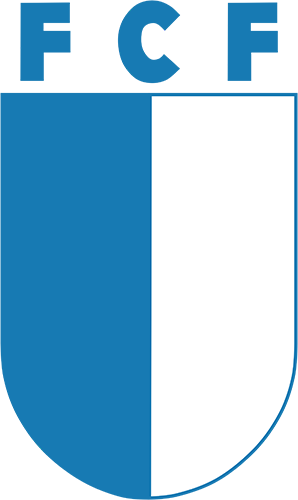
Primeiro símbolo do FC Famalicão

O emblema do clube minhoto sofreu poucas alterações ao longo dos anos, sendo as intervenções efetuadas apenas no âmbito de modernização do mesmo. Tal não poderia deixar de o ser, pois iria contra os estatutos do clube. No artigo 3º referem que o emblema deverá ser em forma de escudo, de campo azul e branco, rodeado por uma faixa superior prateada com as iniciais "FCF" e por uma coroa de louros prateada.

### Material e patrocinadores
| Período       | Material Desportivo | Patrocinador |
| ------------- | ------------------- | ------------ |
| 1974–1987     | Adidas              |              |
| 1988–1989     | Adidas              | FOCOR        |
| 1990–1991     | Adidas              | Luso Grupos  |
| 1991–1992     | Adidas              | Jade         |
| 1992–1995     | Erbacher            | Desconhecido |
| 1995–1996     | Umbro               | Desconhecido |
| 1995–1996     | Umbro               | Mercadona    |
| 1996–2000     | Umbro               | CM Famalicão |
| 2000–2004     | Lotto               | CM Famalicão |
| 2004–2007     | Lacatoni            | CM Famalicão |
| 2007–2009     | Treze               | CM Famalicão |
| 2009–2011     | Macron              | REMO         |
| 2011–2012     | MKA                 | REMO         |
| 2012–2014     | Stadio              | JMS          |
| 2014–2016     | Lacatoni            | AMOB         |
| 2016–2019     | Lacatoni            | Porminho     |
| 2019–2021     | Macron              | Porminho     |
| 2019–2024     | Macron              | Placard.pt   |
| 2024–Presente | Puma                | Placard.pt   |

## Infraestruturas desportivas

### Estádio Municipal 22 de Junho
O Estádio Municipal 22 de Junho é o estádio municipal de Vila Nova de Famalicão, sendo sobretudo usado para os jogos do FC Famalicão. Aberto em 1952 (21 anos após a fundação do clube), recebeu em 2015 as suas últimas obras de remodelação, em consequência do regresso do Famalicão aos campeonatos profissionais. Tem a capacidade de 5 186 lugares segundo dados oficiais da Liga, campo relvado, iluminação artificial e cadeiras individuais, bem como um campo de futebol secundário adjacente.
Atualmente a Câmara Municipal de Vila Nova de Famalicão tem um plano de modernização do estádio para 2019. Este plano inclui o rebaixamento do relvado para alocar mais 1.500 lugares, eliminando a pista de atletismo. A obra contempla duas bancadas, ambas cobertas, sendo que a poente terá capacidade para 2.660 espectadores e irá incluir um novo edifício de três pisos, com balneários, sala de imprensa, área administrativa e outras valências. A bancada nascente terá 4.340 lugares. O espaço adjacente será também alvo de intervenção com a criação de uma praça atrás da bancada poente e obras de melhoramento nas outras praças existentes, bem como a criação de mais lugares de estacionamento. 
O novo estádio estará preparado ainda para eventual necessidade de expansão da capacidade para os 10.000 lugares com a criação de duas bancadas de 1.500 lugares atrás das balizas. A obra está orçada em 8 milhões de euros e tem como intuito a preparação do Municipal para jogos da Primeira Liga, competição em que o Famalicão atualmente se encontra.

### Academia FC Famalicão
O maior investimento de sempre dFutebol Clube de Famalicãoo  é um equipamento moderno, versátil e destinado à formação do clube. A Academia FC Famalicão foi inaugurada em 2 de Junho de 2018, um ano depois de lançada a primeira pedra da obra. Construída com equipamentos de última geração e para corresponder aos parâmetros de exigência de certificação da Federação Portuguesa de Futebol, a Academia tem três relvados de piso sintético e 1 de relva natural, balneários para 12 equipas, espaços de estudo, de lazer, loja do clube, gabinetes técnicos, ginásio, auditório e residência para jogadores.

## Associados e adeptos
O clube beneficia do carisma dos habitantes locais. O bairrismo que se vive na cidade e um pouco por todo o concelho famalicense reflete-se no intenso apoio dado em todos os jogos em casa e também fora. O auge do Famalicão, quando militou a Primeira Liga durante 4 épocas consecutivas, marcou também um pico no apoio.
Apesar do período negativo dos anos 2000, o apoio dos sócios manteve-se, tendo sido um dos fatores essenciais para a retoma do clube. Foi em 2019, aliás, que impulsionado pela subida à primeira divisão, que o clube atinge uns incríveis 9 500 sócios, o maior desde que há registo. Contudo, esse número baixou para 6 000, em 2025, após a renumeração dos sócios. Hoje em dia, o Municipal 22 de Junho volta a encher com frequência e o Famalicão leva adeptos a todos os estádios do país.

## Modalidades
| Modalidades do FC de Famalicão | Modalidades do FC de Famalicão | Modalidades do FC de Famalicão |
| ------------------------------ | ------------------------------ | ------------------------------ |
| Futebol                        | Futebol                        | eSports                        |
| Futsal                         |                                |                                |

## Futebol

### Palmarés[25]
| Competições Nacionais | Competições Nacionais                | Competições Nacionais | Competições Nacionais      |
| Competição            | Competição                           | Títulos               | Temporadas                 |
| --------------------- | ------------------------------------ | --------------------- | -------------------------- |
|                       | Segunda Divisão                      | 2                     | 1977/78 e 1987/88          |
| Competições Regionais |                                      |                       |                            |
| Competição            | Competição                           | Títulos               | Temporadas                 |
|                       | AF Braga Torneio de Abertura Extinta | 3                     | 1982/83, 1984/85 e 1986/87 |
|                       | AF Braga Taça de Honra Extinta       | 1                     | 1986/87                    |
|                       | AF Braga 1ª Divisão                  | 2                     | 1954/55 e 1961/62          |
|                       | Total                                | 8                     | 2 Nacionais e 6 Regionais  |

#### Outras Conquistas
- 1 Taça Ribeiro dos Reis: 1970/71 (4º)
- 1 Taça da Inauguração do Campo dos Bargos: 21/09/1952
- 1 Troféu Emílio Macedo: 04/08/2023[26]

#### Outros Escalões
- Jun.A Sub-19

1 Nacional I Divisão: 2022/23
1 Nacional II Divisão: 2018/19
1 AF Braga Divisão de Honra: 2015/16
1 AF Braga Taça: 2015/16
- Jun.B Sub-17

2 AF Braga Taça: 2012/13, 2018/19B
- Jun.C Sub-15

1 AF Braga Divisão de Honra: 2012/13

### Classificações por época
| Época   | Nível | Divisão                         | Classificação | Taça de Portugal       | Taça da Liga |
| ------- | ----- | ------------------------------- | ------------- | ---------------------- | ------------ |
| 1986–87 | 2     | Segunda Divisão                 | 9º            | 1/16                   | -            |
| 1987–88 | 2     | Segunda Divisão                 | 1º            | 3E                     | -            |
| 1988–89 | 3     | Terceira Divisão                | 1º            | 1/64                   | -            |
| 1989–90 | 2     | Segunda Divisão                 | 2º            | 1/32                   | -            |
| 1990–91 | 1     | Primeira Liga                   | 15º           | 1/8                    | -            |
| 1991–92 | 1     | Primeira Liga                   | 14º           | 1/8                    | -            |
| 1992–93 | 1     | Primeira Liga                   | 14º           | 4E                     | -            |
| 1993–94 | 1     | Primeira Liga                   | 17º           | 1/8                    | -            |
| 1994–95 | 2     | Segunda Liga                    | 12º           | 1/8                    | -            |
| 1995–96 | 2     | Segunda Liga                    | 17º           | 3E                     | -            |
| 1996–97 | 3     | Segunda Divisão B               | 3º            | 2E                     | -            |
| 1997–98 | 3     | Segunda Divisão B               | 10º           | 2E                     | -            |
| 1998–99 | 3     | Segunda Divisão B               | 10º           | 4E                     | -            |
| 1999–00 | 3     | Segunda Divisão B               | 2º            | 4E                     | -            |
| 2000–01 | 3     | Segunda Divisão B               | 2º            | 1/4                    | -            |
| 2001–02 | 3     | Segunda Divisão B               | 20º           | 2E                     | -            |
| 2002–03 | 4     | Terceira Divisão                | 6º            | 1E                     | -            |
| 2003–04 | 4     | Terceira Divisão                | 10º           | 3E                     | -            |
| 2004–05 | 4     | Terceira Divisão                | 2º            | 3E                     | -            |
| 2005–06 | 3     | Segunda Divisão B               | 7º            | 2E                     | -            |
| 2006–07 | 3     | Segunda Divisão B               | 5º            | 4E                     | -            |
| 2007–08 | 4     | Terceira Divisão                | 13º           | 1E                     | -            |
| 2008–09 | 5     | Divisão de Honra AF Braga       | 2º            | -                      | -            |
| 2009–10 | 4     | Terceira Divisão                | 3º            | 1E                     | -            |
| 2010–11 | 4     | Terceira Divisão                | 2º            | 1E                     | -            |
| 2011–12 | 3     | Segunda Divisão B               | 7º            | 3E                     | -            |
| 2012–13 | 3     | Segunda Divisão B               | 9º            | 1E                     | -            |
| 2013–14 | 3     | Campeonato Nacional de Seniores | 8º 3º         | 4E                     | -            |
| 2014–15 | 3     | Campeonato Nacional de Séniores | 2º 1º         | 1/4                    | -            |
| 2015–16 | 2     | Segunda Liga                    | 6º            | 3E                     | FG           |
| 2016–17 | 2     | Segunda Liga                    | 15º           | 3E                     | 1F           |
| 2017–18 | 2     | Segunda Liga                    | 14º           | 4E                     | 1F           |
| 2018–19 | 2     | Segunda Liga                    | 2º            | 2E                     | 1F           |
| 2019–20 | 1     | Primeira Liga                   | 6º            | MF                     | 2F           |
| 2020–21 | 1     | Primeira Liga                   | 9º            | 4E                     | -            |
| 2021–22 | 1     | Primeira Liga                   | 8º            | 1/8[carece de fontes?] | FG           |
| 2022–23 | 1     | Primeira Liga                   | 8º            | MF                     | FG           |
| 2023–24 | 1     | Primeira Liga                   | -             | -                      | -            |
|         |       |                                 |               |                        |              |
|         |       |                                 |               |                        |              |
|         |       |                                 |               |                        |              |

 Fase de subida do CNS
 Fase de permanência do CNS
- Legenda das cores na pirâmide do futebol português

     1º nível (1ª Divisão / 1ª Liga) 
     2º nível (até 1989/90 como 2ª Divisão Nacional, dividido por zonas, em 1990/91 foi criada a 2ª Liga) 
     3º nível (até 1989/90 como 3ª Divisão Nacional, depois de 1989/90 como 2ª Divisão B/Nacional de Seniores/Campeonato de Portugal)
     4º nível (entre 1989/90 e 2012/2013 como 3ª Divisão, entre 1947/48 e 1989/90 e após 2013/14 como 1ª Divisão Distrital) 
     5º nível
     6º nível
     7º nível

### Dados e Estatísticas
Atualizado em 13 de julho de 2023
| Melhores marcadores do Famalicão | Melhores marcadores do Famalicão | Melhores marcadores do Famalicão |      | Jogadores com mais jogos no Famalicão | Jogadores com mais jogos no Famalicão | Jogadores com mais jogos no Famalicão |
| Rank                             | Jogador                          | Golos                            | Rank | Jogador                               | Jogos                                 |                                       |
| 1                                | Feliz Vaz                        | 31                               | 1    | Feliz Vaz                             | 184                                   |                                       |
| 2                                | Anderson Silva                   | 26                               | 2    | Jorge Miguel                          | 153                                   |                                       |
| 3                                | Mércio                           | 26                               | 3    | Carlos Fonseca                        | 152                                   |                                       |
| 4                                | André Claro                      | 24                               | 4    | Mércio                                | 142                                   |                                       |
| 5                                | Álvaro Pereira                   | 23                               | 5    | Vítor Lima                            | 142                                   |                                       |
| 6                                | Chico                            | 23                               | 6    | Vilaça                                | 125                                   |                                       |
| 7                                | Pires                            | 19                               | 7    | Riccieli                              | 124                                   |                                       |
| 8                                | Ipinza                           | 19                               | 8    | João Mendes                           | 119                                   |                                       |
| 9                                | Djalmir                          | 18                               | 9    | Anderson Silva                        | 115                                   |                                       |
| 10                               | Pedro Correia                    | 18                               | 10   | Chico                                 | 112                                   |                                       |

 Atualizado em 16 de janeiro de 2025
| Estatísticas nas Competições Nacionais | Estatísticas nas Competições Nacionais | Estatísticas nas Competições Nacionais | Estatísticas nas Competições Nacionais | Estatísticas nas Competições Nacionais | Estatísticas nas Competições Nacionais | Estatísticas nas Competições Nacionais | Estatísticas nas Competições Nacionais | Estatísticas nas Competições Nacionais | Estatísticas nas Competições Nacionais |
| Competição                             | Competição                             | Participações                          | Partidas                               | Vitórias                               | Empates                                | Derrotas                               | Golos Marcados                         | Golos Sofridos                         | Melhor Posição                         |
| -------------------------------------- | -------------------------------------- | -------------------------------------- | -------------------------------------- | -------------------------------------- | -------------------------------------- | -------------------------------------- | -------------------------------------- | -------------------------------------- | -------------------------------------- |
|                                        | Primeira Liga                          | 12                                     | 383                                    | 113                                    | 107                                    | 163                                    | 439                                    | 604                                    | 6º Lugar                               |
|                                        | Segunda Liga                           | 6                                      | 228                                    | 87                                     | 54                                     | 87                                     | 273                                    | 274                                    | 2º Lugar                               |
|                                        | Campeonato de Portugal                 | 2                                      | 65                                     | 35                                     | 16                                     | 14                                     | 96                                     | 54                                     | 2º Lugar                               |
|                                        | Segunda Divisão Extinta                | 48                                     | 1215                                   | 504                                    | 311                                    | 400                                    | 1878                                   | 1557                                   | Vencedor                               |
|                                        | Terceira Divisão Extinta               | 8                                      | 213                                    | 99                                     | 47                                     | 67                                     | 329                                    | 263                                    | 2º Lugar                               |
|                                        | Taça de Portugal                       | 66                                     | 189                                    | 100                                    | 25                                     | 64                                     | 350                                    | 262                                    | 1/2 Final                              |
|                                        | Taça da Liga                           | 8                                      | 17                                     | 6                                      | 4                                      | 7                                      | 17                                     | 17                                     | Fase de Grupos                         |

### Treinadores
Atualizado em 13 de julho de 2023
| #   | Treinador        | Tempo em funções | Títulos | Jogos | Vitórias | Empates | Derrotas |
| --- | ---------------- | ---------------- | ------- | ----- | -------- | ------- | -------- |
| ... | ???              | ???-13           |         | -     | -        | -       | -        |
| 1   | José Vieira      | 2013-14          | -       | 16    | 6        | 3       | 7        |
| 2   | José Ferreira    | 2013-14          | -       | 2     | 1        | 1       |          |
| 3   | José Vilaça      | 2013-14          | -       | 5     | 0        | 2       | 3        |
| 4   | Daniel Ramos     | 2013-16          | -       | 102   | 55       | 30      | 17       |
| 5   | Ulisses Morais   | 2016-17          | -       | 13    | 4        | 3       | 6        |
| 6   | Rui Silva        | 2016-17          | -       | 1     | 0        | 0       | 1        |
| 7   | Nandinho         | 2016-17          | -       | 24    | 7        | 8       | 9        |
| 8   | Dito             | 2016-18          | -       | 32    | 14       | 6       | 12       |
| 9   | Vasco Seabra     | 2017-18          | -       | 17    | 5        | 3       | 9        |
| 10  | Sérgio Vieira    | 2018-19          | -       | 28    | 14       | 7       | 7        |
| 11  | Carlos Pinto     | 2018-19          | -       | 8     | 7        | 0       | 1        |
| 12  | João Pedro Sousa | 2019-23          | -       | 96    | 38       | 25      | 33       |
| 13  | Jorge Silas      | 2020-21          | -       | 6     | 1        | 2       | 3        |
| 14  | Ivo Vieira       | 2020-22          | -       | 33    | 13       | 8       | 12       |
| 15  | Rui Pedro Silva  | 2021-22          | -       | 27    | 8        | 9       | 10       |

Negrito- Atual Treinador

### Seniores femininos
Em 2019, o FC Famalicão aposta numa nova modalidade, o Futebol Feminino, modalidade que cresceu bastante e rapidamente levou a equipa ao topo do futebol feminino português, com uma Taça de Portugal conquistada em 2023. Atualmente, o Famalicão continua na 1ª Divisão Nacional, a Liga BPI.

### Palmarés
| Competições Nacionais | Competições Nacionais     | Competições Nacionais | Competições Nacionais |
| Competição            | Competição                | Títulos               | Temporadas            |
| --------------------- | ------------------------- | --------------------- | --------------------- |
|                       | Taça de Portugal Feminino | 1                     | 2022/23               |

#### Torneios amistosos
- Futebol Feminino Sub-19

1 1º Feirense Ladies Cup: 2019

### Classificações por época
| Época     | Nível | Divisão          | Classificação | Taça de Portugal | Taça da Liga |
| --------- | ----- | ---------------- | ------------- | ---------------- | ------------ |
| 2019/2020 | 2     | Segunda Divisão  | -*            | MF               |              |
| 2020/2021 | 1     | Primeira Divisão | 4º            | 3E**             | MF           |
| 2021/2022 | 1     | Primeira Divisão | 4º            | Finalista        | MF           |
| 2022/2023 | 1     | Primeira Divisão | 4º            | Vencedor         | MF           |

* Em 2019/2020 o campeonato foi anulado devido ao Covid-19
** Competição não foi retomado ficando os clubes na "3ª Eliminatória" devido ao Covid-19

### Dados e Estatísticas
Atualizado em 13 de julho de 2023
| Melhores marcadoras do Famalicão | Melhores marcadoras do Famalicão | Melhores marcadoras do Famalicão |      | Jogadoras com mais jogos no Famalicão | Jogadoras com mais jogos no Famalicão | Jogadoras com mais jogos no Famalicão |
| Rank                             | Jogador                          | Golos                            | Rank | Jogador                               | Jogos                                 |                                       |
| 1                                | Daniela Silva                    | 55                               | 1    | Carolina Rocha                        | 83                                    |                                       |
| 2                                | Cristina Ferreira                | 51                               | 2    | Daniela Silva                         | 77                                    |                                       |
| 3                                | Carolina Rocha                   | 51                               | 3    | Maria Miller                          | 74                                    |                                       |
| 4                                | Gabi Morais                      | 29                               | 4    | Sara Monteiro                         | 71                                    |                                       |
| 5                                | Joana Magalhães                  | 28                               | 5    | Babi                                  | 63                                    |                                       |
| 6                                | Vitória Almeida                  | 25                               | 6    | Regina Pereira                        | 62                                    |                                       |
| 7                                | Maria Negrão                     | 21                               | 7    | Gabi Morais                           | 59                                    |                                       |
| 8                                | Fernanda Tipa                    | 17                               | 8    | Laís Araújo                           | 58                                    |                                       |
| 9                                | Raquel Fernandes                 | 16                               | 9    | Maria Negrão                          | 53                                    |                                       |
| 10                               | Sissi                            | 15                               | 10   | Mariana Azevedo                       | 51                                    |                                       |

 Atualizado em 16 de janeiro de 2025
| Estatísticas nas Competições Nacionais | Estatísticas nas Competições Nacionais | Estatísticas nas Competições Nacionais | Estatísticas nas Competições Nacionais | Estatísticas nas Competições Nacionais | Estatísticas nas Competições Nacionais | Estatísticas nas Competições Nacionais | Estatísticas nas Competições Nacionais | Estatísticas nas Competições Nacionais | Estatísticas nas Competições Nacionais |
| Competição                             | Competição                             | Participações                          | Partidas                               | Vitórias                               | Empates                                | Derrotas                               | Golos Marcados                         | Golos Sofridos                         | Melhor Posição                         |
| -------------------------------------- | -------------------------------------- | -------------------------------------- | -------------------------------------- | -------------------------------------- | -------------------------------------- | -------------------------------------- | -------------------------------------- | -------------------------------------- | -------------------------------------- |
|                                        | Primeira Liga                          | 5                                      | 100                                    | 46                                     | 10                                     | 44                                     | 192                                    | 146                                    | 4º Lugar                               |
|                                        | Segunda Divisão                        | 1                                      | 16                                     | 16                                     | 0                                      | 0                                      | 222                                    | 3                                      | Vencedor                               |
|                                        | Taça de Portugal                       | 6                                      | 22                                     | 17                                     | 1                                      | 4                                      | 100                                    | 22                                     | Vencedor                               |
|                                        | Taça da Liga                           | 5                                      | 14                                     | 5                                      | 2                                      | 7                                      | 9                                      | 17                                     | 1/2 Final                              |
|                                        | Supertaça                              | 2                                      | 4                                      | 0                                      | 1                                      | 3                                      | 1                                      | 8                                      | 4º Lugar                               |

## Presidentes
| #  | Período | Presidente                        | Feitos e Marcos |
| -- | ------- | --------------------------------- | --- |
| 1  | 1931/34 | José Alves Marinho                | - Fundação do clube - Inauguração do Campo da Berberia (1932) |
| 2  | 1934/35 | Amadeu Mesquita                   | |
| 3  | 1935/38 | José Teixeira                     | - Campeonato Distrital da Promoção |
| 4  | 1938/40 | Joaquim Malvar Ramos              | |
| 5  | 1940/40 | Manuel Silva Brandão              | |
| 6  | 1940/41 | José Paupério                     | |
| 7  | 1941/43 | Arlindo Mesquita                  | |
| 8  | 1943/45 | Heitor Carvalho                   | |
| 9  | 1945/46 | Manuel Gonçalves                  | |
| 10 | 1946/50 | José Casimiro Da Silva            | - Pela primeira vez na 1ª Divisão - Construção do Campo dos Bargos (1948) |
| 11 | 1950/51 | Eduardo Pereira Lemos             | |
| 12 | 1951/52 | José Casimiro Da Silva            | |
| 13 | 1952/54 | Eduardo Pereira Lemos             | - Inauguração do Campo dos Bargos (1952) |
| 14 | 1954/56 | Raul Bezerra                      | - AF Braga 1ª Divisão |
| 15 | 1956/57 | Oscar Manuel Ilhão Peixoto        | |
| 16 | 1957/59 | Luis Duarte Santos Aguiar         | |
| 17 | 1959/63 | Luis Gonçalves                    | - AF Braga 1ª Divisão |
| 18 | 1963/63 | António Silva Barbosa             | |
| 19 | 1963/65 | Gabrisl A. S. Couto               | |
| 20 | 1965/65 | Heitor Carvalho                   | |
| 21 | 1965/66 | Durval Ferreira                   | |
| 22 | 1966/66 | António Pinto Malheiro            | |
| 23 | 1966/67 | Camilo Carvalho Fonseca           | |
| 24 | 1967/68 | José Ribeiro Barbosa Torres       | |
| 25 | 1968/69 | Alberto Calisto                   | |
| 26 | 1969/73 | Luis Gonçalves                    | |
| 27 | 1973/73 | Alvaro Gil Areias Marques         | |
| 28 | 1973/75 | Manuel Ortiga Da Cunha            | |
| 29 | 1975/76 | Clovis Remigio De Sousa           | |
| 30 | 1976/76 | Francisco Bessa Pinto Cardoso     | |
| 31 | 1976/77 | Armindo Alves Da Fonseca          | |
| 32 | 1977/78 | José Mesquita Oliveira            | - Segunda Divisão |
| 33 | 1978/79 | Alvaro Gil Areias Marques         | |
| 34 | 1979/79 | Arlindo Ferreira Da Silva         | |
| 35 | 1979/80 | Carlos Manuel Pereira Pinho       | |
| 36 | 1980/81 | Mário Mota Reis                   | |
| 37 | 1981/82 | Domingos Carvalho Machado         | |
| 38 | 1982/83 | Afonso Henriques Marques Queiros  | - AF Braga Torneio de Abertura |
| 39 | 1983/85 | Domingos Lopes De Castro          | - AF Braga Torneio de Abertura |
| 40 | 1985/87 | Joaquim Virgilio L. Almeida Costa | - AF Braga Taça de Honra - AF Braga Torneio de Abertura |
| 41 | 1987/89 | Fernando Armindo Alves Costa      | - Segunda Divisão |
| 42 | 1989/90 | Nuno Castro Carvalho              | |
| 43 | 1990/91 | Fernando Armindo Alves Costa      | |
| 44 | 1991/92 | Joaquim Virgilio L. Almeida Costa | |
| 45 | 1992/93 | Constantino Da Costa Gomes        | |
| 46 | 1993/94 | Domingos Lopes De Castro          | |
| 47 | 1994/94 | Clovis Remigio De Sousa           | |
| 48 | 1994/97 | Manuel Moniz Azevedo              | |
| 49 | 1997/98 | Constantino Da Costa Gomes        | |
| 50 | 1998/98 | António Joaquim Macedo Teixeira   | |
| 51 | 1998/02 | Manuel Moniz Azevedo              | |
| 52 | 2002/02 | André Vieira De Castro            | |
| 53 | 2002/06 | Constantino Da Costa Gomes        | |
| 54 | 2006/07 | José Luis Moreira Martins         | |
| 55 | 2007/08 | José Pereira Carneiro Da Silva    | |
| 56 | 2008/09 | Carlos António Maia Carreira      | |
| 57 | 2009/13 | João Antonio Silva Araújo         | |
| 58 | 2013/15 | José Mota Pina Ferreira           | - Regresso à Segunda Liga |
| 59 | 2015/23 | Joaquim Jorge Alves Silva         | - Formação da Sociedade Anónima Desportiva (SAD) - Inauguração da Academia. - Regresso à Primeira Liga após 25 anos. - Criação do Futebol Feminino - Criação do Futebol Sub-23 - Criação da modalidade eSports - Criação da modalidade Futsal - Taça de Portugal Feminino - Campeão Futebol Sub-19 |